# Knodus gamma
Knodus gamma är en fiskart som beskrevs av Jacques Géry 1972. Knodus gamma ingår i släktet Knodus och familjen Characidae. Inga underarter finns listade i Catalogue of Life.